# Comcast Technology Center
Il Comcast Technology Building è un grattacielo costruito a Filadelfia. Con i suoi 342 m di altezza è l'edificio più alto della città nonché il decimo grattacielo più alto degli Stati Uniti d'America e il più alto al di fuori di Manhattan e Chicago.

## Descrizione

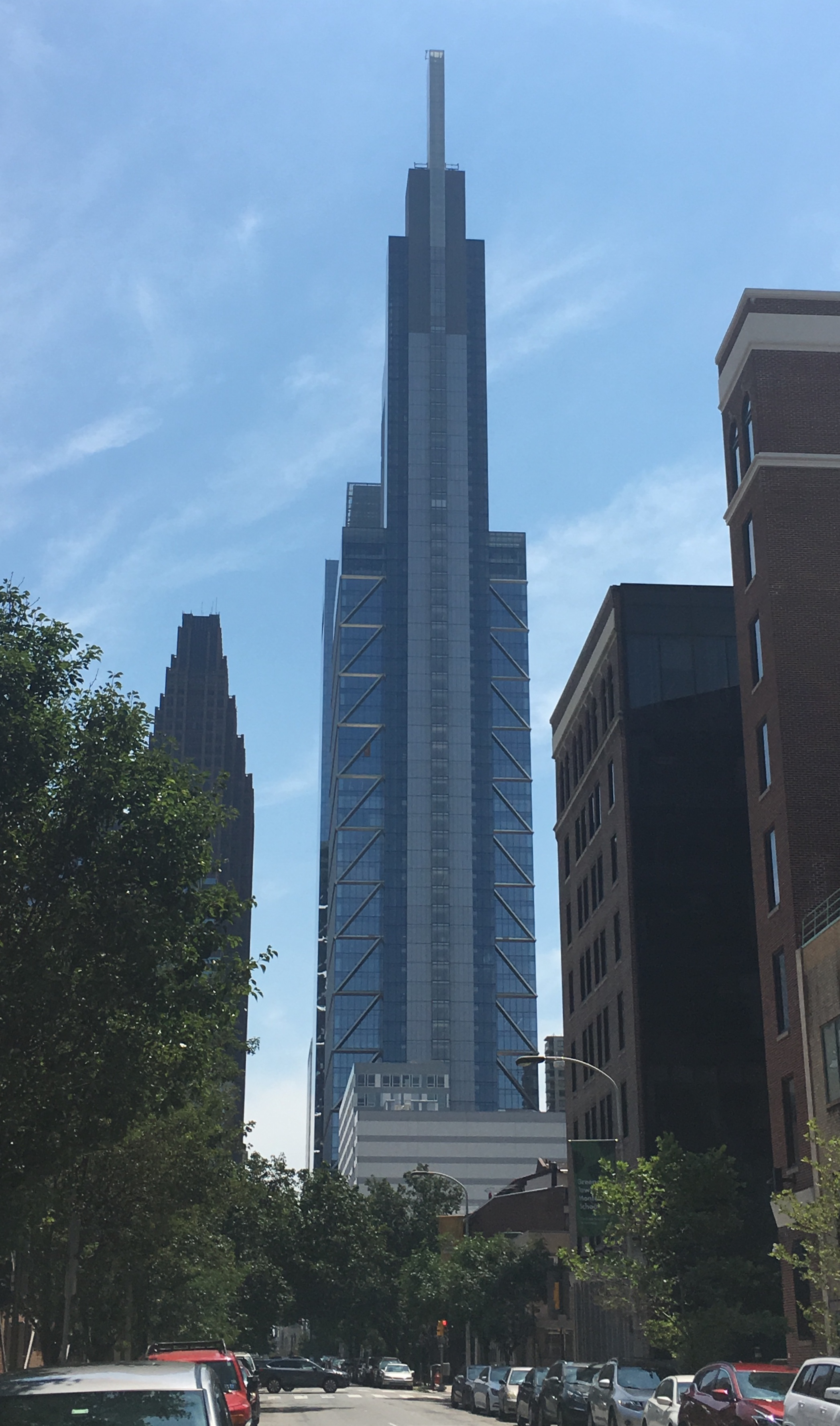
Grattacielo ultimato da poco nell'estate 2018

Il progetto è ad opera dello studio di Norman Foster in architettura high-tech e la costruzione è iniziata nel 2014, per poi raggiungere la cima nel novembre 2017 e cominciare ad essere utilizzato nel luglio 2018.
Il grattacielo ha un'altezza di 341,7 m, 59 piani e i 145.500 m² di superficie sono ad uso per uffici e alberghiero. Tra i piani 48º e 56º si trova un albergo della Four Seasons Hotels and Resorts con 219 camere, di cui 39 suites. Dal 57º piano, tra le camere d'albergo e la hall, ci sono degli smorzatori in serie da cinque, contenenti 473.000 litri d'acqua per contrastare l'ondeggiamento del grattacielo provocato dal vento.